# Souk Erbaa (Tunis)
Pour les articles homonymes, voir Souk Erbaa.
Le souk Erbaa (arabe : سوق الربع) est l'un des souks de la médina de Tunis.

## Étymologie

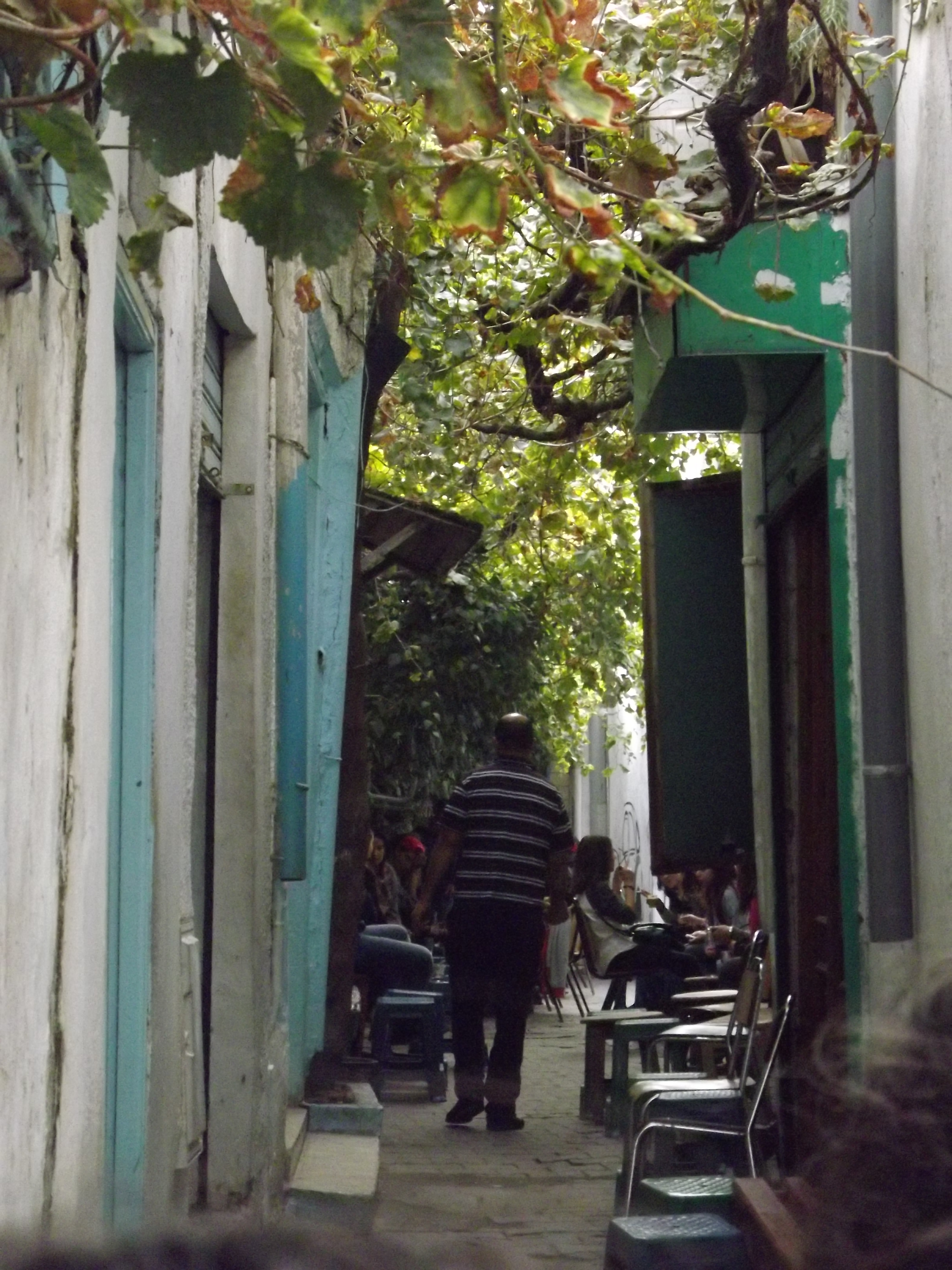
Vue du café Enbaa.

Peu d'informations sont disponibles sur celui-ci, certains disent qu'il est dénommé Erbaa (quart) parce que le quart du prix des marchandises était payé comme impôt mais cette explication est à revoir car tous les souks en payent.
D'autres indiquent que les boutiques étaient situées en hauteur par rapport à la rue, ce qui oblige les marchands à s'asseoir les jambes croisées. Cette position s'appelle tarrbiaa (arabe : تربيعة), ce qui expliquerait l'origine de la dénomination.

## Localisation
Il est situé au sud de la mosquée Zitouna, près du souk El Souf.

## Historique
Il est édifié à l'époque hafside (1128-1535).

## Monument
Il donne accès à un café installé au milieu de la rue et couvert par une vigne, appelé El Enbaa ou El Anba (arabe : العنبة).